# سيجنال
سيجنال (بالإنجليزية: Signal)‏ هو تطبيق للاتصال المشفر لنظامي تشغيل أندرويد وآي أو إس. وتتوفر منه إصدارات لسطح المكتب لنظم تشغيل جنو/لينكس وويندوز وماك أو إس. يستخدم التطبيق الإنترنت لإرسال رسائل من فرد لفرد أو لإرسال رسائل جماعية، ويمكن أن تتضمن هذه الرسائل ملفات وملاحظات صوتية وصورًا ومقاطع فيديو، كما يمكن أن يُستخدم التطبيق لإجراء مكالمات فيديو ومكالمات صوتية.
يستخدم سيجنال أرقام الهاتف الخلوي التقليدية كمعرفات، ويستخدم التشفير حتى النهاية لتأمين كل الاتصالات بين المستخدمين. يتضمن التطبيق أيضًا آليات تمكن المستخدمين من التحقق من هوية مراسليهم بشكل مستقل والتحقق من نزاهة قناة الاتصال.
الجهة المطورة لتطبيق سيجنال هي أوبن ويسبر سيستمز، التي تنشر تطبيق العميل كبرنامج حر ومفتوح المصدر تحت رخصة جنو العمومية الإصدارة الثالثة. والكود الخاص بالخادم يُنشر تحت رخصة أفيرو العمومية.
في فبراير 2018 تلقى فريق تطوير سيجنال تمويلًا قدره 50 مليون دولار من بريان أكتون، أحد الشركاء المؤسسين لتطبيق واتسآب.
تعرض التطبيق للحظر في مصر والإمارات وإيران. قامت الجهة المطورة بتفعيل آلية Domain fronting لتجاوز حجب التطبيق في مصر.

## التاريخ
في 7 يناير 2021، اقترح إيلون مسك، على متابعيه البالغ عددهم 41.5 مليون، بتنزيل تطبيق سيجنال. قال تطبيق المراسلة المشفرة سيجنال إنه يشهد عددًا كبيرًا من المستخدمين الجدد الذين يشتركون في النظام الأساسي، لدرجة أن الشركة تشهد تأخيرات في عمليات التحقق من أرقام الهواتف للحسابات الجديدة عبر العديد من مزودي خدمات المحمول.

## وصلات خارجية
- سيجنال على موقع Open Hub (الإنجليزية)
- سيجنال على موقع Framasoft (الفرنسية)
- سيجنال على موقع Google Play (الإنجليزية)
- الموقع الرسمي